# Carystoides abrahami
Carystoides abrahami är en fjärilsart som beskrevs av Freeman 1969. Carystoides abrahami ingår i släktet Carystoides och familjen tjockhuvuden. Inga underarter finns listade i Catalogue of Life.